# Święty Franciszek Borgiasz żegnający się z rodziną

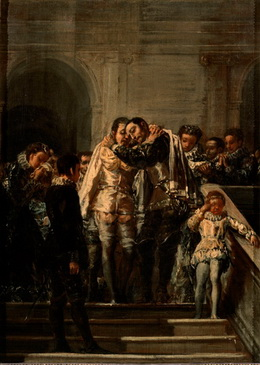
Szkic przygotowawczy, 38 x 29,3 cm, kolekcja prywatna

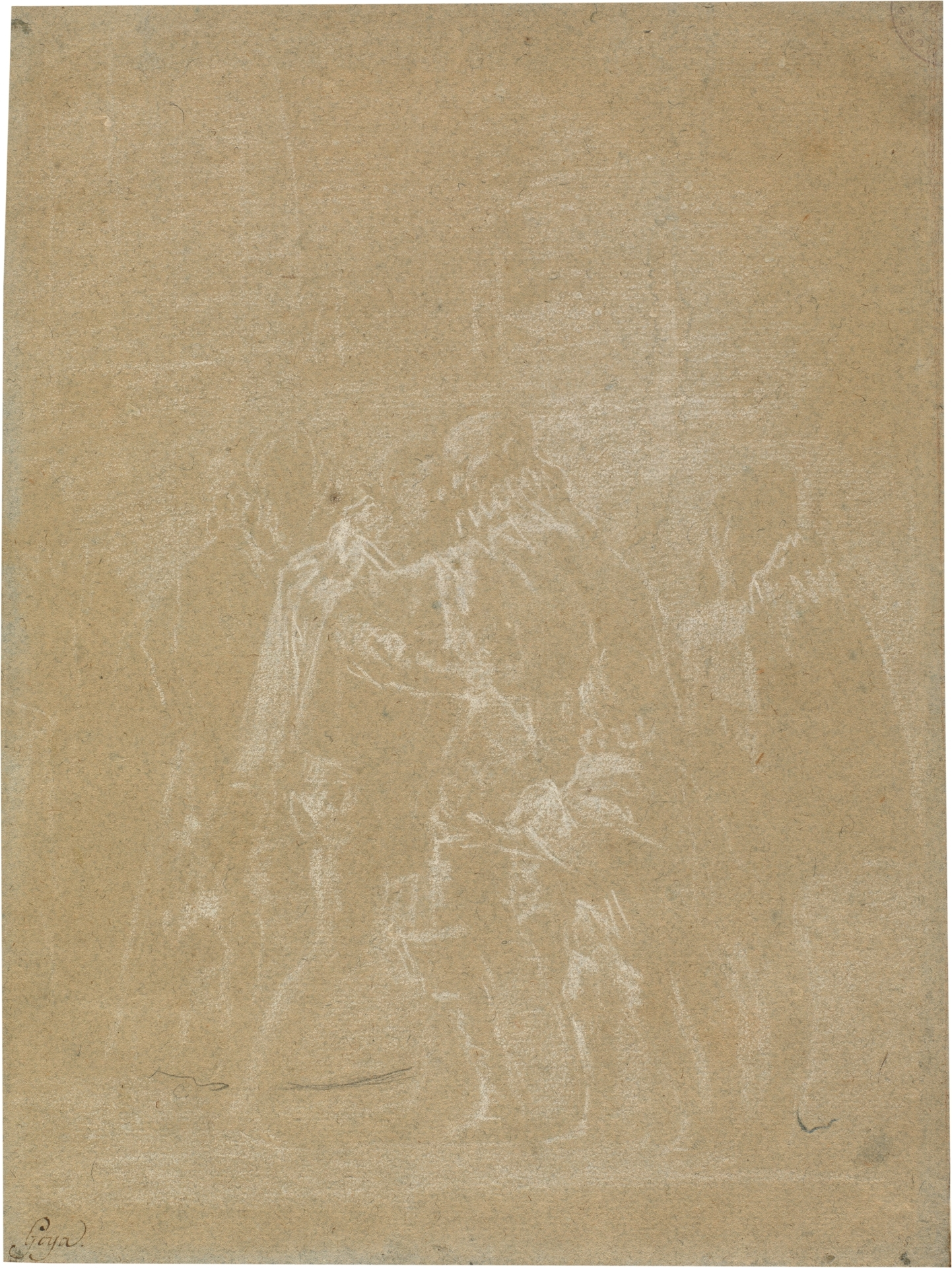
Rysunek przygotowawczy, kreda, 29,1 x 21,9 cm, Prado

Święty Franciszek Borgiasz żegnający się z rodziną lub Pożegnanie świętego Franciszka Borgii (hiszp. San Francisco de Borja despidiéndose de su familia) – obraz olejny hiszpańskiego malarza Francisca Goi (1746–1828) znajdujący się w katedrze w Walencji.

## Okoliczności powstania
W latach 1787–1788 María Josefa Pimentel y Téllez-Girón, księżna Osuny zainicjowała renowację znajdującej się pod patronatem jej rodziny kaplicy św. Franciszka Borgiasza w katedrze w Walencji. Święty, który za życia był księciem Gandía i markizem de Lombay, był przodkiem księżnej Osuny. Do kaplicy zamówiono trzy nowe płótna, których tematem były sceny z życia świętego. Główny obraz Nawrócenie świętego Franciszka Borgiasza wykonał Mariano Salvador Maella. Goya, cieszący się mecenatem książąt Osuny, otrzymał zlecenie na dwa obrazy do bocznych ścian kaplicy: Święty Franciszek Borgiasz żegnający się z rodziną i Święty Franciszek Borgiasz u łoża konającego grzesznika. Wielkoformatowe płótna były gotowe przed 16 października 1788 roku: taka data widnieje na rachunku za obrazy, który Goya wystawił księżnej na sumę 30 000 reali de vellón. Obrazy te gloryfikują świętego jezuitę zaledwie 20 lat po kasacie i wypędzeniu jego zakonu z Hiszpanii. Płótna znacznie różnią się od siebie: pierwsze ma charakter preromantycznego dzieła historycznego, podczas gdy na drugim pojawiają się demony charakterystyczne dla późniejszych dzieł Goi. 
Franciszek Borgiasz urodził się w 1510 roku w Gandii, w Walencji. Pochodził z wpływowego rodu Borgiów, otrzymał arystokratyczne wykształcenie i służył na dworze króla Karola V Habsburga. Ożenił się z Leonor de Castro i miał ośmioro dzieci. Jako zaufany człowiek króla w 1539 roku otrzymał zadanie sprowadzenia ciała zmarłej królowej Izabeli Portugalskiej z Toledo do Grenady. Po przybyciu do miasta Franciszek musiał otworzyć trumnę, aby udowodnić, że zawierała ciało królowej. Widok rozkładającego się ciała niegdyś pięknej władczyni wstrząsnął nim tak, że postanowił „nigdy więcej już nie służyć śmiertelnemu władcy”. Po śmierci żony w 1546 roku wstąpił do nowo powstałego zakonu jezuitów, odrzucając dobra doczesne i tytuły.

## Opis obrazu
Goya wybrał scenę, w której Franciszek Borgiasz żegna się ze swoją rodziną i dworem, ponieważ wstępuje do zakonu. Kompozycja jest pozioma, przypominająca fryz, Goya zaznacza jednak kilka przestrzennych planów. W centrum znajduje się święty stojący u wrót swojego pałacu w Gandii, na szczycie schodów, które dodają scenie monumentalności. Obejmuje najstarszego syna-dziedzica i na nich skupia się wzrok innych postaci. Jego drugi syn Juan obserwuje scenę obrócony plecami do widza. Mały paź w żółtym stroju płacze nad odejściem pana, podobnie jak dama po lewej stronie wycierająca twarz chusteczką. 
Architektura tła podkreśla patos sceny, pogłębiony dodatkowo przez efekt światłocienia. Stroje są typowe dla czasów króla Filipa III, wnuka Karola V, któremu służył święty. Ten anachronizm powtarza się w malarstwie historycznym Goi, który wybrał modę z czasów Filipa III jako częsty punkt odniesienia. Malarz wyeliminował jednak białe kryzy, które pojawiły się na rysunku i szkicu przygotowawczym, ponieważ te kołnierze były noszone dopiero pod koniec XVI wieku, wiele lat po śmierci świętego. Obraz jest uważany za preromantyczny ze względu na podobieństwa do romantycznych dzieł historycznych z następnego stulecia. Goya prawdopodobnie zatrudnił modeli, których malował z natury. Możliwe, że były to te same osoby, które pozowały do obrazu Kazanie świętego Bernardyna ze Sieny przed Alfonsem Aragońskim, lub osoby z otoczenia książąt Osuny.

## Szkic przygotowawczy
Zachowały się dwa szkice przygotowawcze do obrazu: olejny na płótnie oraz rysunek kredą na papierze żeberkowym. Olejny szkic jest bardzo zbliżony do ostatecznego dzieła, Goya wprowadził jedynie niewielkie zmiany. Pociągnięcia pędzlem są szybkie, malarz skupia się na efekcie światła i rozłożeniu postaci bardziej niż na szczegółach strojów. W tle widać architekturę renesansowego pałacu, z półkolistymi łukami i jońskimi kolumnami. Czarny kolor dominujący w tle kontrastuje z białymi tonami płaszczy, kołnierzy i mankietów.
Szkic olejny należał do prywatnych zbiorów kolekcjonera Francisca Acebala y Arratii. Następnie trafił do prywatnej kolekcji markizów de Santa Cruz, gdzie obecnie się znajduje. Szkic kredą znajduje się w zbiorach Prado.

## Proweniencja
Od czasu powstania w 1788 roku obraz znajduje się w katedrze w Walencji.